# Hoeke
 (mars 2023).
Si vous disposez d'ouvrages ou d'articles de référence ou si vous connaissez des sites web de qualité traitant du thème abordé ici, merci de compléter l'article en donnant les références utiles à sa vérifiabilité et en les liant à la section « Notes et références ».
Hoeke (rarement en français Houcke) est un petit village de la province belge de Flandre-Occidentale et une section de la ville de Damme. C'était une commune à part entière avant la fusion des communes de 1971 quand elle fut intégrée dans la commune de Moerkerke avant de devenir une section de Damme en 1977.
Avec une superficie d'environ 432 ha et une population d'environ 150 habitants, c'est la plus petite section du territoire de Damme. Hoeke est situé au nord de la commune, près du canal de Damme et à proximité de la frontière néerlandaise.

## Démographie

### Évolution démographique
- Sources : INS, Rem. : 1831 jusqu'en 1961 = recensements[1].

## Histoire
Hoeke est probablement né vers l'an 1000 en tant que village de pêcheurs sur la rive gauche du Zwin. Hoeke, en néerlandais, signifie littéralement "coin" et trouve son origine au travers de diverses hypothèses : "terrain au coin de l'estuaire du Zwin", "coin reculé d'Oostkerke", "morceau de terre angulaire" ou "établissement sur une hauteur" (Hogge). Au XIe siècle, les digues Krinkeld (nl) et Bloedlozen sont construites à proximité de Hoeke pour protéger Bruges contre les marées de tempête,.

### Port de Bruges
En 1252, Hoeke est mentionné pour la première fois dans le récit de la ville de Bruges. En plus de Hoeke, un certain nombre d'autres hameaux ont également émergé sur les rives du Zwin au cours de cette période : Monnikerede, Mude (Sint Anna ter Muiden) et Lamminsvliet (Sluis). Parce qu'il devient de plus en plus difficile d'atteindre Damme, jusqu'alors avant-port de Bruges, par bateau en raison de l'ensablement du Zwin, ces nouvelles places se développèrent en avant-ports de Bruges,.
Le développement ultérieur de Hoeke est lié au souhait de la Ligue hanséatique allemande de fonder une ville dans cette région. La fondation d'une ville allemande échoue, mais Hoeke devient germanophone. En 1255, Hoeke a ses propres échevins et en 1273-1274, elle acquiert des droits libres en tant que ville. Grâce au marchand allemand Hendrik van Koesfeld, la chapelle locale a pu être transformée en église,.
Hoeke s'étend alors des deux côtés de l'actuelle autoroute N49/A11. En plus de l'église, la ville portuaire comprend également un hôpital, un moulin, un péage et un bureau commercial allemand. Hoeke a au moins deux quais ou jetées pour navires et probablement aussi un bassin portuaire abrité. La ville est une place de marché pour les céréales, le poisson salé et les fruits et il est probablement aussi possible de réparer ou de construire des navires,. Des recherches historiques et archéologiques récentes[évasif] de l'université de Gand ont permis de reconstituer le port de Hoeke sur une carte.

### Déclin à partir duXVesiècle
À partir du XVe siècle, Hoeke rencontre de plus en plus de problèmes. Les Anglais attaquent la ville en 1378 et en 1405 et, en outre, en 1404 elle subit le raz-de-marée de la Sainte Élisabeth. Les incendies de 1458 et 1488 se rajoutent aux dégâts. En raison de l'envasement du Zwin, les navires ne dépassent plus L'Écluse.
Pendant ce temps, de plus en plus d'habitants quittent la ville ou épousent des partenaires des villes et villages voisins. En 1594, le roi Philippe II d'Espagne fusionne administrativement Hoeke avec Monnikerede, qui disparaît plus tard complètement. Hoeke lui-même s'est réduit à un village agricole avec un petit centre autour de l'église.

### Renaissance après la Révolution française
En 1795, Hoeke redevient une municipalité avec sa propre administration. La paroisse, d'autre part, est ajoutée à celle de Westkapelle entre 1808 et 1842. En 1810, sous la direction de Napoléon, commence la construction du canal de Damme, qui coule près de Hoeke dans l'ancien lit du Zwin. Ce n'est qu'en 1858 que le canal est prolongé jusqu'à L'Écluse.
En 1840, un nouveau moulin est construit au Hoekebrug et en 1842, le conseil municipal décide de créer également une école. L'église est restaurée dans les premières années du XXe siècle. En 1935, la construction de la route nationale entre Knokke et Maldegem débute. Pendant la Seconde Guerre mondiale, le village subit des bombardements et des inondations stratégiques.
En 1970, la commune de Hoeke est fusionnée avec Lapscheure et Oostkerke. Dans une nouvelle fusion en 1977, Hoeke devient une sous-commune de Damme.

## Galerie

Hoeke
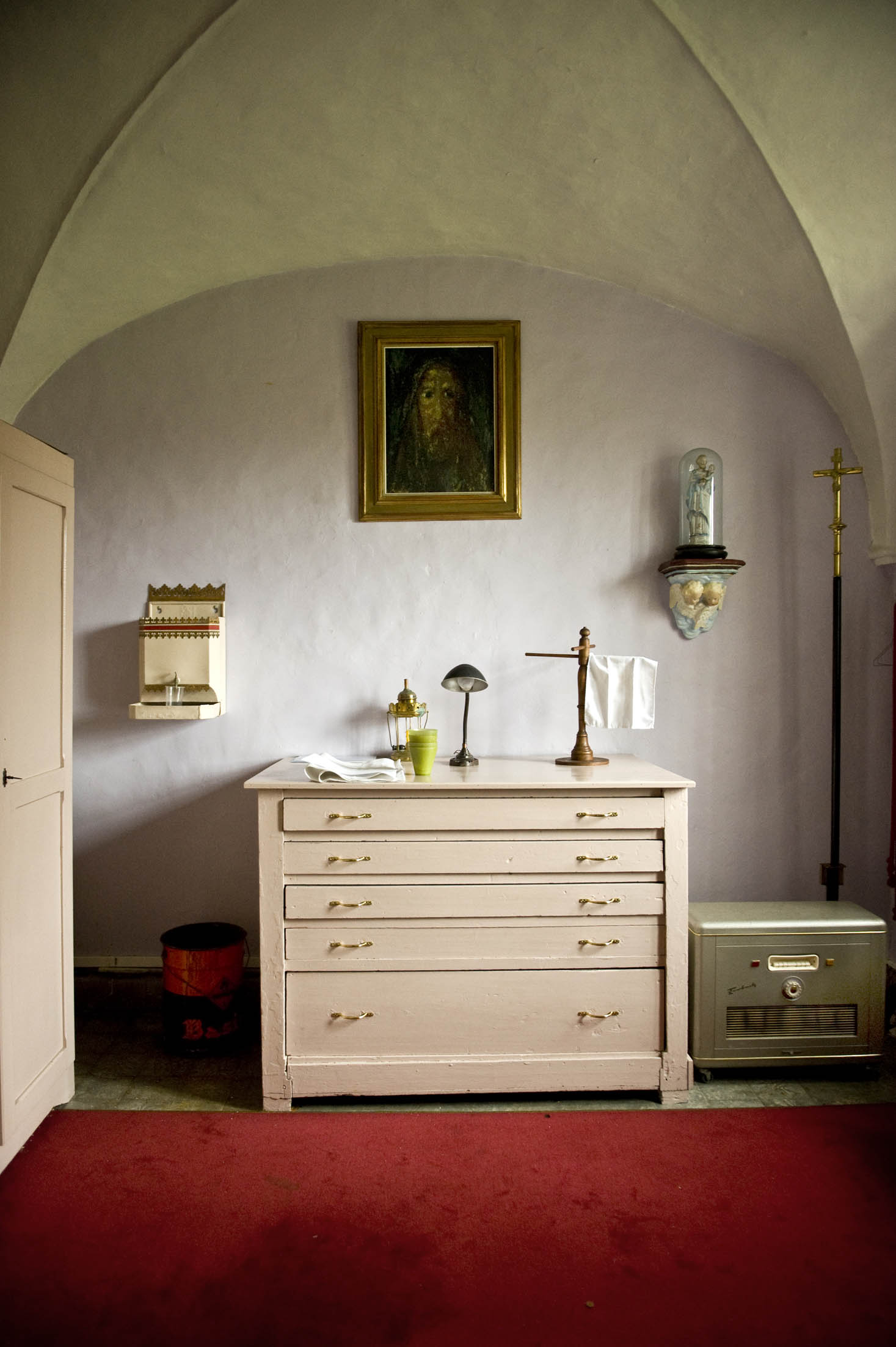
Sacristie de l'église Saint-Jacques
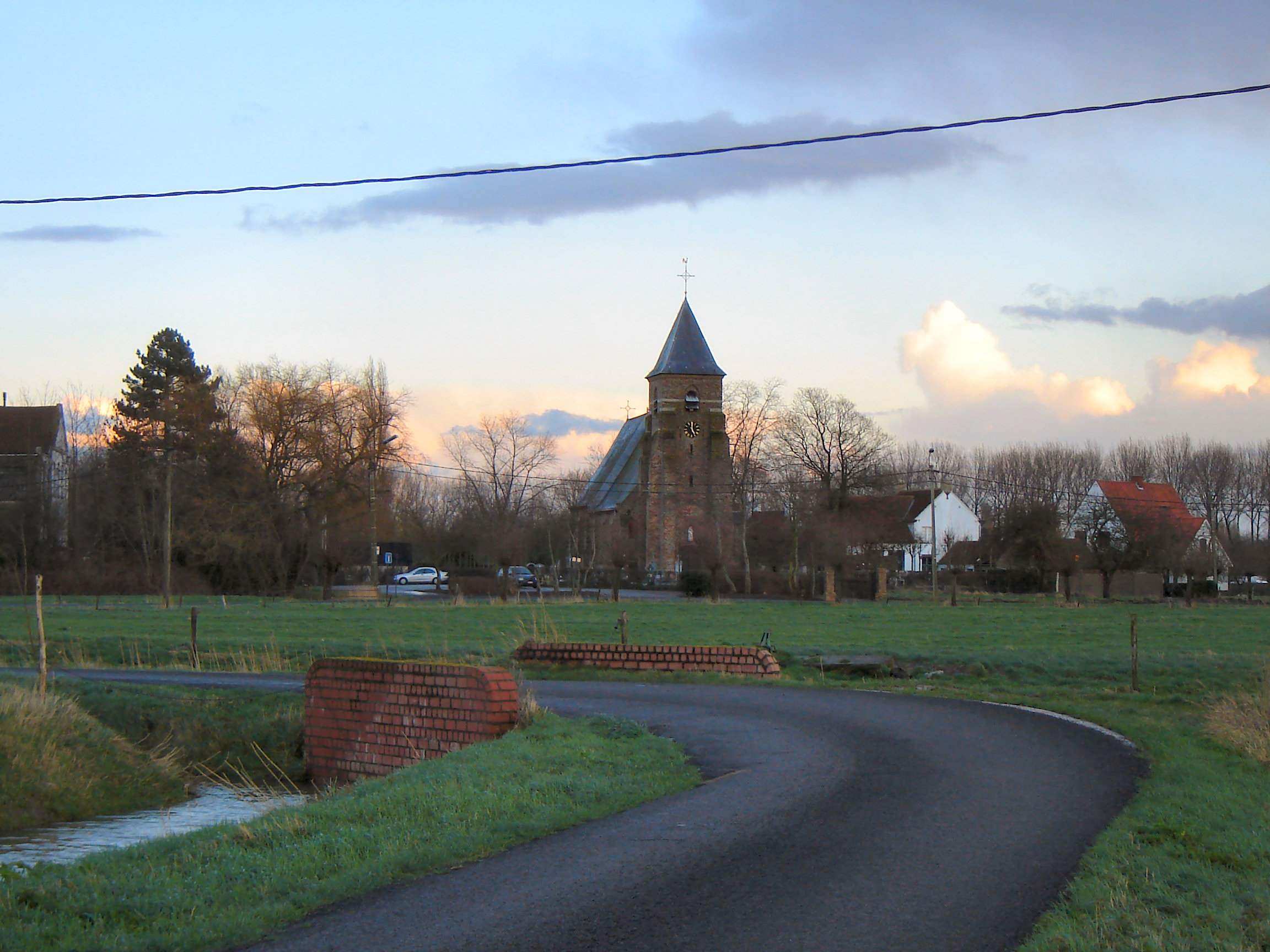
Vue de Hoeke
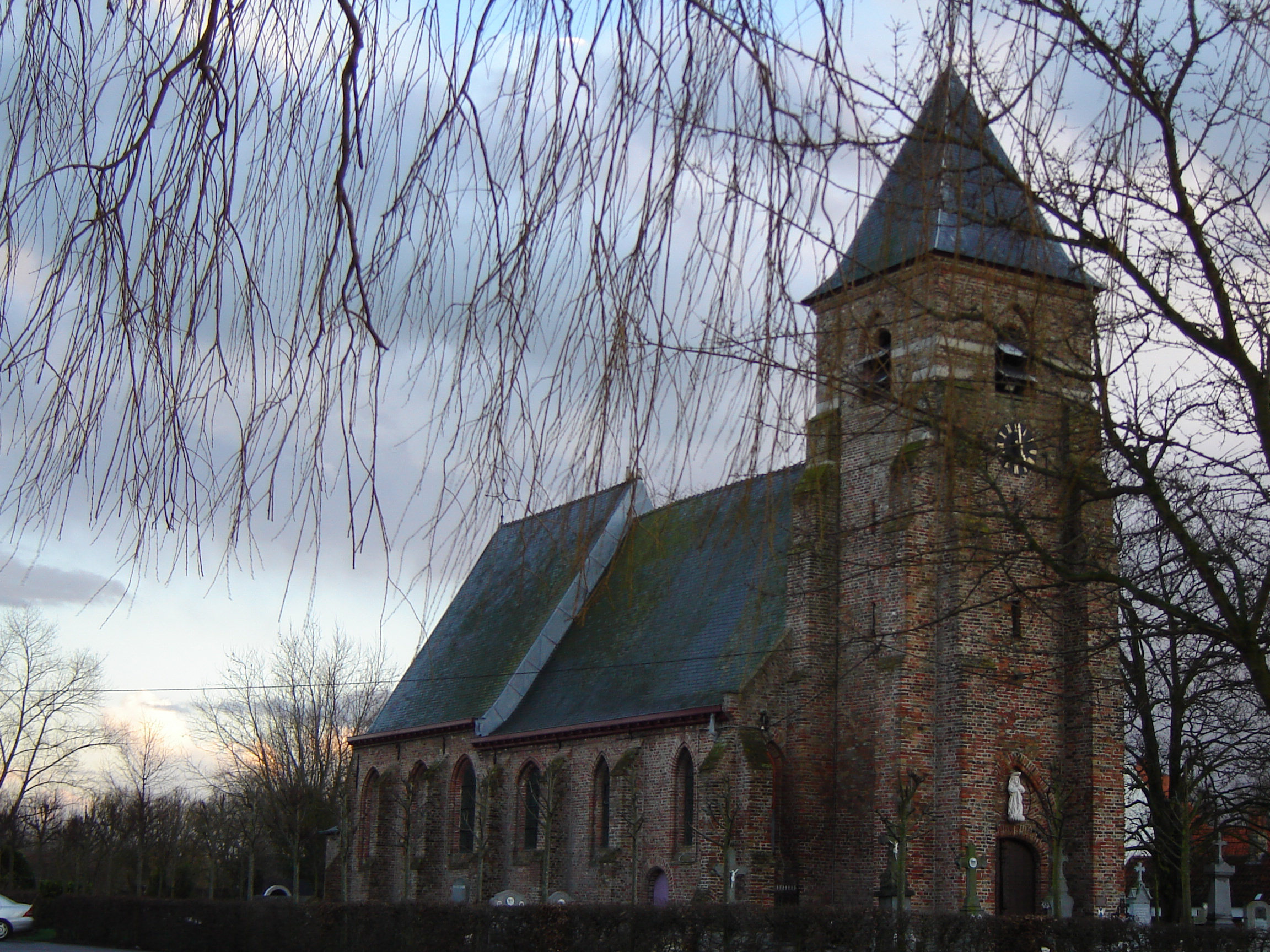
Église Saint-Jacques le Majeur
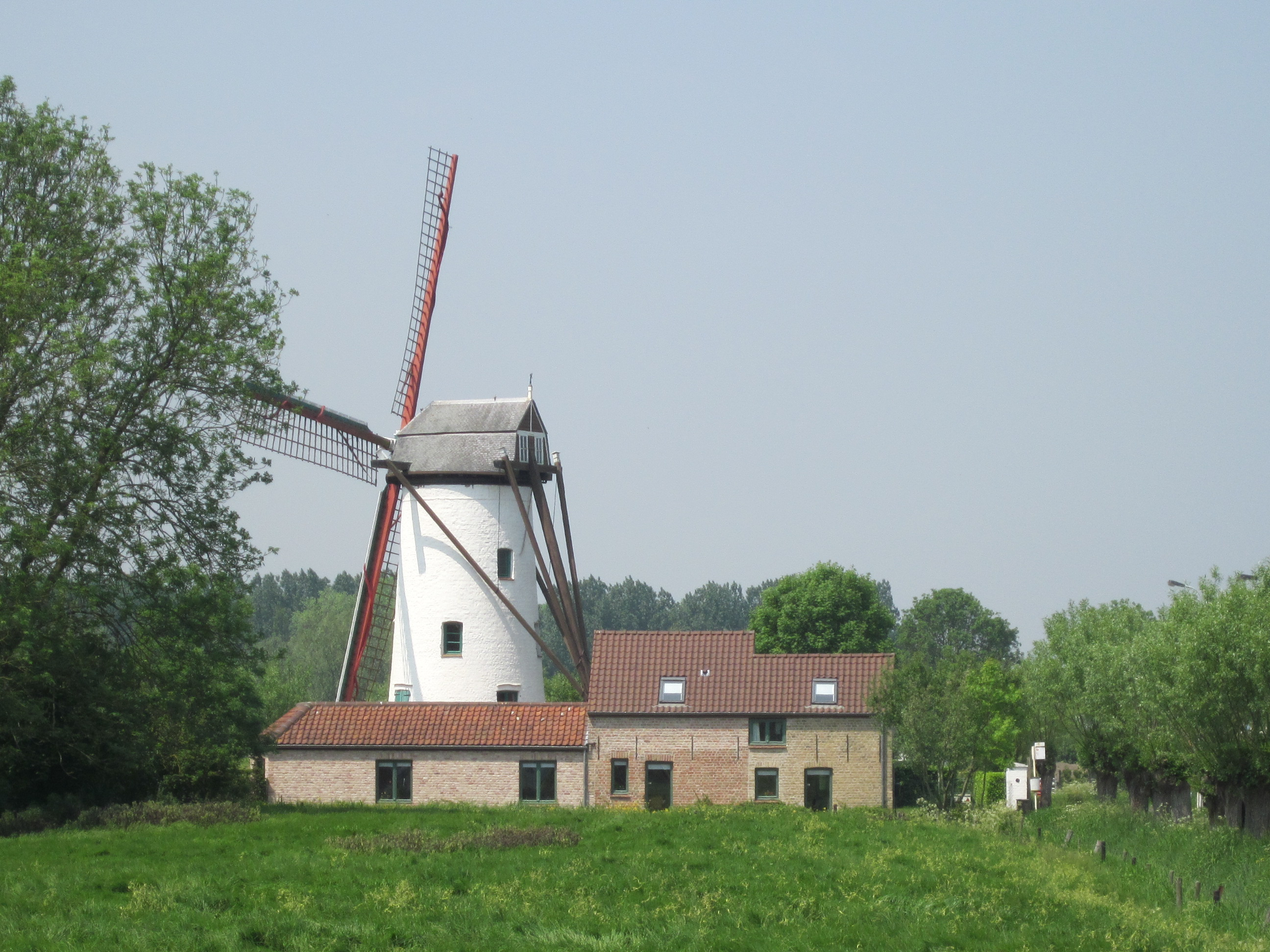
Hökemolen
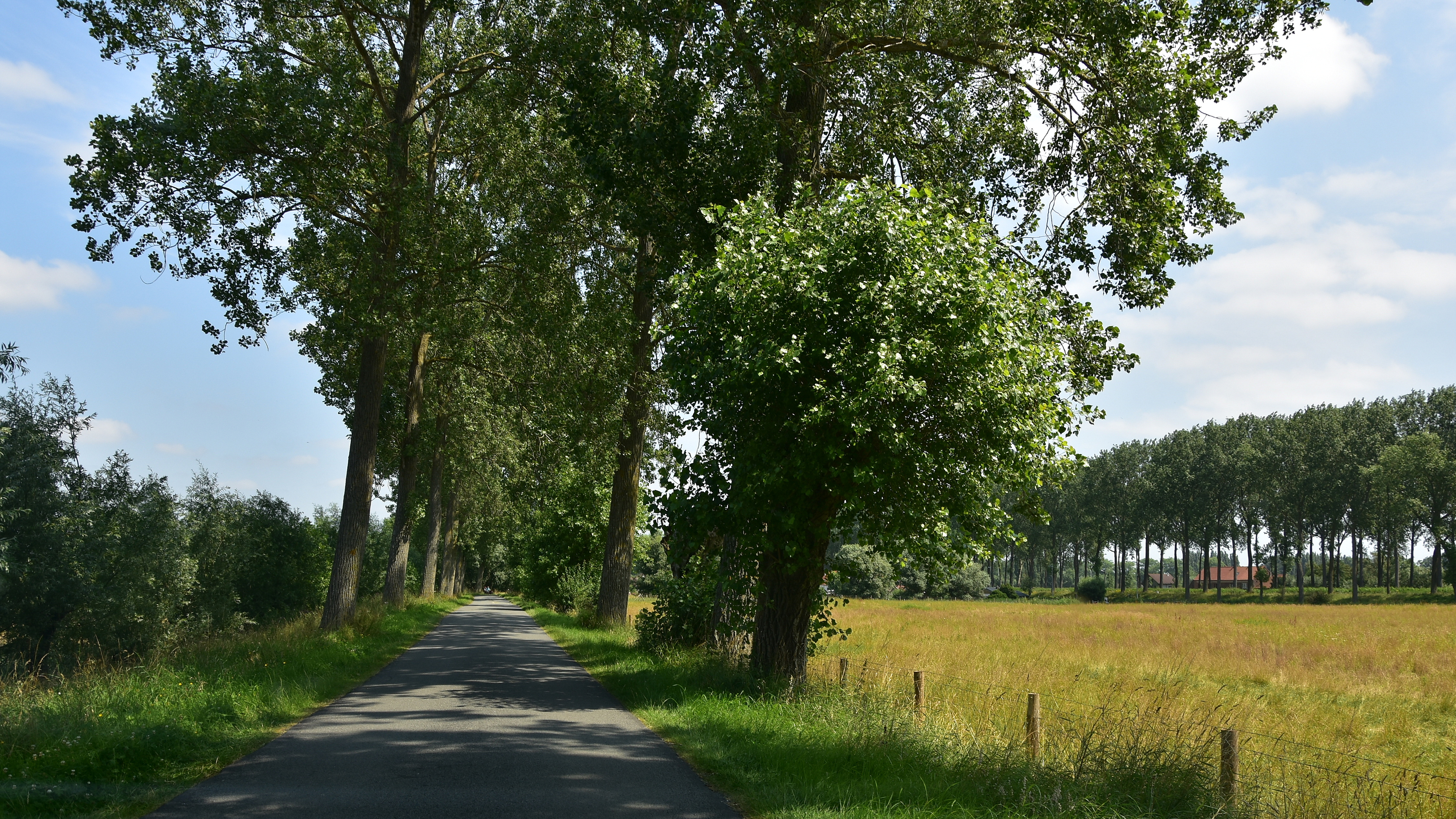
Le Krinkeldijk (nl) à Hoeke